# Радиационное поражение
Радиационное или лучевое поражение — повреждение органа, ткани или системы органов, вызванное действием ионизирующего излучения и некоторыми другими видами излучения, например инфракрасного, ультрафиолетового и тому подобное. Обусловлено чаще всего биологическим действием ионизирующего излучения. Повреждения, возникающие во время лучевого поражения ионизирующим излучением, порождают лучевую болезнь. Лучевое поражение от инфракрасного излучения проявляется тепловыми ожогами, перегревом. Ультрафиолетовое излучение оказывает главным образом химическое действие.